# Иванов, Владимир (советский хоккеист)
Владимир А. Иванов (род. 1938) — советский хоккеист, нападающий.

## Биография
В командах мастеров начинал играть за саратовский клуб «Крылья Советов» / «Труд» (1957/58 — 1959/60). В сезонах 1960/61 — 1961/62 выступал в чемпионате СССР за «Кировец» Ленинград. В сезоне 1963/64 играл в чемпионате РСФСР за «Большевик» Ленинград.